# Verenigde Volksvergadering
De Verenigde Volksvergadering (VVV) is in Suriname een vergadering die wordt gehouden wanneer De Nationale Assemblée (DNA) er niet zelf uitkomt, wanneer een twee derde meerderheid nodig is bij de keuze voor of het ontslaan van de president van Suriname of bij de wijziging van de Surinaamse grondwet.
Deelnemers van deze vergadering zijn de leden van DNA, districtsraden en ressortraden. Besluiten worden vervolgens met een gewone meerderheid genomen.
De Verenigde Volksvergadering kwam laatst bijeen voor de verkiezing van president Jules Wijdenbosch (5 september 1996) en Ronald Venetiaan (3 augustus 2005)